# Mateguá
Mateguá ist eine Ortschaft im Departamento Beni im Tiefland des südamerikanischen Binnenstaates Bolivien.

## Lage im Nahraum
Mateguá ist der zentrale Ort des Kanton Mateguá im Municipio Baures und liegt in der Provinz Iténez auf einer Höhe von 150 m am linken Ufer des Río Iténez. Mateguá liegt dreizehn Kilometer östlich der Laguna Tanguiña in einer Entfernung von 300 Kilometern Luftlinie nordöstlich von Trinidad, der Hauptstadt des Departamentos.

## Geographie
Das Klima im östlichen Beni ist gekennzeichnet durch eine für die Tropen typische ausgeglichene Temperaturkurve mit nur geringen Schwankungen und einem jährlichen Temperaturmittel von knapp 27 °C (siehe Klimadiagramm Magdalena). Der Jahresniederschlag beträgt mehr als 1400 mm, mit einer deutlichen Feuchtezeit von November bis März, und einer Trockenzeit in den Monaten Juni bis August.

## Verkehrsnetz
Mateguá ist auf dem Landweg nicht zu erreichen. Es liegt am linken, westlichen Ufer des Río Iténez, 200 Flusskilometer unterhalb der nächsten größeren Ortschaft, Puerto Villazón. Mateguá weist kein Flugfeld auf.

## Bevölkerung
Die Einwohnerzahl der Ortschaft ist in dem Jahrzehnt zwischen den beiden letzten Volkszählungen fast unverändert geblieben:
| Jahr | Einwohner         | Quelle       |
| ---- | ----------------- | ------------ |
| 1992 | keine Detaildaten | Volkszählung |
| 2001 | 110               | Volkszählung |
| 2012 | 122               | Volkszählung |
| 2024 |                   | Volkszählung |

## Leben in Mateguá
Die Bevölkerung lebt von Subsistenzwirtschaft (etwa Reis, Yucca, Bananen und Mais), vom Fischfang und vom Sammeln von Paranüssen. Einige Bewohner leben anderswo, um dort für Bezahlung zu arbeiten. Jedoch werden nur Produkte, wie Öl und Salz, nicht vor Ort selbst hergestellt und müssen gekauft werden.
Es existieren drei Glaubensgruppen in Mateguá: Katholiken, Israeliten, eine ursprünglich aus Peru stammende evangelikale Glaubensbewegung und die Asamblea de Dios, eine weitere evangelikale Gruppe. Die Dorfgemeinschaft lebt trotz der religiösen Unterschiede in Harmonie zusammen.